# Rolf Silber
Pour les articles homonymes, voir Silber.
Rolf Silber (né le 2 août 1953 à Seligenstadt) un réalisateur et scénariste allemand de cinéma et de télévision.

## Biographie
Après une première formation dans la banque, de 1976 à 1980, il étudie à l'Académie allemande du film et de la télévision de Berlin. Depuis, il écrit des scénarios, réalise des téléfilms, des séries et des longs métrages et est auteur de romans.
En 1997, il a une hémorragie cérébrale, dont il traite dans le téléfilm Durch diese Nacht (de) en 2009.
Il vit et travaille en tant qu'indépendant à Francfort-sur-le-Main et est cofondateur et copropriétaire de U5-Filmproduktion et cofondateur et propriétaire de FFP-Produktion jusqu'en 1990.

## Filmographie
Cinéma
- 1983 : Kassensturz
- 1996: Echte Kerle

Téléfilms
- 1982 : Keine Startbahn West - Eine Region wehrt sich (documentaire)
- 1986 : Die Stadtpiraten
- 1989 : Lockvögel
- 1992 : Cherche appartement désespérément (de)
- 1993 : Ein unmöglicher Lehrer
- 1994 : Ausgespielt
- 1995 : Les Anges et le démon
- 1995 : Tödliche Hochzeit
- 1997 : Ein Schloß für Rita
- 1999 : Doppelpack - Das Duell
- 2001 : Der Millionär und die Stripperin
- 2001 : Ein Sommertraum
- 2002 : Voll korrekte Jungs
- 2003 : Attention papa revient
- 2005 : Mein Vater und ich
- 2005 : Quand l'amour vous joue des tours
- 2007 : Ein Teufel für Familie Engel (de)
- 2009 : Prête à tout pour mes enfants (de)
- 2009 : Durch diese Nacht (de)
- 2009 : Der Mann auf der Brücke
- 2010 : Das Geheimnis in Siebenbürgen (de)
- 2011 : Un carnaval à l'hôpital (de)
- 2011 : Nina sieht es ...!!!
- 2011 : Männer ticken, Frauen anders
- 2013 : Achtung Polizei!
- 2015 : Alles Verbrecher – Leiche im Keller (de)
- 2020 : Weihnachtstöchter (de)

Séries télévisées
- 1990 : Lauter nette Nachbarn
- 1997 : Tatort: Schlüssel zum Mord (de)
- 1998 : Polizeiruf 110: Kleiner Engel (de)
- 1999 : Polizeiruf 110: Schellekloppe (de)
- 2000 : Polizeiruf 110: Totenstille (de)
- 2001 : Polizeiruf 110: Bis unter die Haut (de)
- 2002 : Polizeiruf 110: Grauzone (de)

## Source de traduction
- (de) Cet article est partiellement ou en totalité issu de l’article de Wikipédia en allemand intitulé « Rolf Silber » (voir la liste des auteurs).

1. 1 2  (de) Seligenstädter Einladung : Erzählungen, Geheimnisse und Rezepte, Größenwahn Verlag, 2020, 250 p. (lire en ligne)
2. ↑  (de) Andre Mielke, « Der Kampf ums Überleben nach dem Schlaganfall », sur Die Welt, 2009 (consulté le 16 août 2021)